# Casimiro de Abreu (kommun)
Casimiro de Abreu är en kommun i Brasilien.   Den ligger i delstaten Rio de Janeiro, i den sydöstra delen av landet, 1 000 km sydost om huvudstaden Brasília. Antalet invånare är 35 373.
Följande samhällen finns i Casimiro de Abreu:
- Casimiro de Abreu

Omgivningarna runt Casimiro de Abreu är huvudsakligen savann. Runt Casimiro de Abreu är det ganska tätbefolkat, med 56 invånare per kvadratkilometer.